# Bitva u Ulmu
Bitva u Ulmu bylo ozbrojené střetnutí války třetí koalice, ve kterém se utkala vojska napoleonské Francie a Rakouského císařství. Proběhla od 15. října do 20. října 1805 u města Ulm na území Bavorska (v dnešním Německu). 
Skončila tím, že se rakouské vojsko pod velením generála Macka vzdalo čtyřem francouzským sborům pod velením maršálů Francie Murata, Neye, Lannese a Soulta. 
Kapitulaci však unikly některé části Mackovy široce rozptýlené armády, které se později připojily k ruské armádě generála Kutuzova, jež se nacházela v prostoru rakouského města Linec (Linz), načež byl zahájen společný ústup před francouzskými silami podél Dunaje k Vídni.